# Zglob
Zglobni sustav (Juncturae ili systema articulare) čine zglobovi i njima pridružene kosti i sveze.
Građa i podjela spojeva između kostiju: 
Juncturae ossium, spojevi među kostima, dijele se u dvije osnovne skupine prema tkivu koje spaja kosti:
- Synarthrosis (sinartroza) je nepokretni koštani spoj, koji može biti vezivni (junctura fibrosa), hrskavični (junctura cartilaginea), i koštani (junctura ossea).
- Junctura synovialis (articulatio ili diarthrosis, diartroza) je pokretni koštani spoj, tj. zglob u pravom smislu.

Zglobovi laktova, prstiju i koljena omogućuju kostima pomicanje naprijed i natrag, ali ne i u stranu. Zglobovi ramena i kukova osim pomicanja naprijed i natrag omogućuju i pomicanje u stranu.

## Synarthrosis, nepokretni koštani spoj
U nepokretnim koštanim spojevima pokreti između kostiju nisu mogući. Prostor između kostiju ispunjava vezivno, hrskavično ili koštano tkivo. Koštani su spojevi potpuno nepomični, u nekim vezivnim spojevima mogući su mali pomaci kostiju, a u hrskavičnim spojevima zbog elastičnosti hrskavice moguća su i razmicanja zglobnih ploha.

## Junctura fibrosa, vezivni koštani spoj
Junctura fibrosa najčešća je vrsta nepokretnih spojeva. Veličina pokreta u njemu ovisi o dužini vezivnih vlakana koja spajaju kosti. Vrste vezivnih spojeva jesu: šav, sutura; vezivni spoj, syndesmosis, i međukoštana opna, membrana interossea.

### Sutura ili šav
Sutura je vezivni spoj rubova dviju plosnatih lubanjskih kostiju. Prema obliku dijele se na 5 vrsta:
- Sutura plana, ravni šav, spaja ravne rubove kostiju. Ravni se šavovi nalaze na mjestima gdje nema djelovanja sila tlaka ili vlaka, a kosti su tanke, primjerice između suzne kosti i orbitalne ploče rešetnice.
- Sutura squamosa, ljuskasti šav, spaja koštane rubove koji su naslonjeni jedan na drugi poput crijepa na krovu, primjerice između tjemene i sljepoočne kosti. Rubovi se postupno stanjuju na račun površine koja priliježe uz odgovarajuće stanjeni rub susjedne kosti pa je u spoju kost jednake debljine kao i na ostalim dijelovima lubanje.
- Sutura serrata, nazubljeni šav, spaja rubove kostiju koji su nazubljeni kao pila, primjerice između tjemenih kostiju i između zatiljnih i tjemenih kostiju.
- Sutura denticulata zupčasti je šav u kojemu susjedne kosti naliježu jedna na drugu zupcima i izbočinama. Primjer je šav između zatiljne kosti i mastoida sljepoočne kosti.
- Schindylesis (shindileza) je posebna vrsta šava u kojoj kosti samo naliježu jedna na drugu. Primjer je spoj između okomite ploče nepčane kosti i gornje čeljusti. Tu se nepčana kost velikim dijelom svoje površine priljubljuje uz stražnji dio nazalne strane gornje čeljusti.

### Syndesmosis, spoj vezivnim svezama
Syndesmosis (sindezmoza) povezuje dvije kosti ili dijelove kostiju koji su razmaknuti. Dijele se na vezivne i elastične, ovisno o vrsti vezivnoga tkiva koje ih izgrađuje.
Primjeri vezivnih sindezmoza jesu lig. coracoacromiale ili lig. stylohyoideum, koji se sastoje od samih kolagenskih niti. Primjer elastične sindezmoze jesu ligg. flava, žute sveze između lukova kralježaka. Sindesmoze mogu biti samostalne sveze ili pojačanja zglobne ovojnice. Posebna je vrsta sindezmoze gomphosis (gomfoza), klinasti spoj, u kojemu je jedna kost klinasto usađena u drugu, primjerice zub u zubnoj šupljini.

### Membrana interossea, međukoštana opna
Membrana interossea je široka, tanka vezivna ploča razapeta između kostiju podlaktice i potkoljenice. S nje polaze mišići.

## Junctura cartilaginea, hrskavični spoj
Hrskavični spoj mogu izgrađivati dvije vrste hrskavičnoga tkiva. Hijalina hrskavica je bijela i gipka. Od nje endohondralnim okoštavanjem nastaju sve kosti, osim nekih kostiju lubanje i dijela ključne kosti. U odraslih se zadržava samo na zglobnim krajevima kostiju kao zglobna hrskavica, na sternalnim krajevima rebara i kao hrskavice u nosu, grkljanu, dušniku i dušnicama. Fibrozna hrskavica ima istu građu kao vezivno tkivo, ali između kolagenskih niti ima hrskavične stanice i međustaničnu tvar. Fibrozna hrskavica je čvrsta, snažna i gipka, te se razvija na mjestima gdje je vezivno tkivo izloženo velikom opterećenju, primjerice u međukralješčanim diskovima 
ili zglobnim diskovima kao što su koljeni menisci.
Treća vrsta hrskavičnoga tkiva, elastična hrskavica, ne nalazi se u hrskavičnim spojevima. Elastična hrskavica obiluje hrskavičnim stanicama i međustaničnim tkivom u kojemu se nalaze elastične niti. Nalazi se samo u hrskavici vanjskog uha, slušnoj tubi i nekim grkljanskim hrskavicama.
Hrskavični spojevi dijele se na tri vrste: cartilago epiphysialis, synchondrosis i symphysis.

### Cartilago epiphysialis, epifizna hrskavica
Cartilago epiphysialis (epifizna hrskavica) je hrskavica koja spaja tijelo (dijafizu) i krajeve (epifizu) dugih kostiju i ostvaruje rast kosti u dužinu. Nazivaju se i primarnim hrskavičnim spojevima. Kad završi koštani rast, hrskavica se pretvara u kost i epifize se stapaju s dijafizama u jedinstvenu kost.

### Synchondrosis
Synchondrosis (sinhondroza) je hrskavični spoj koji tvori pretežno hijalina hrskavica. Takvih je spojeva više u mlađoj životnoj dobi, a tijekom života hrskavicu zamjenjuje koštana tvar. Mali broj sinhondroza ostaje doživotno, primjerice, spoj između prvog rebra i prsne kosti.

### Symphysis
Symphisis (simfiza) je hrskavični spoj koji pretežno tvori vezivna hrskavica. Nazivaju se sekundarnim hrskavičnim spojevima. Obično povezuju simetrične dijelove kostura. U hrskavicu spoja ugrađeno je mnogo kolagenih vlakana i spoj je čvrst, ali i malo pokretan. Primjeri simfiza su međukralješčani diskovi i pubična simfiza. U sredini nekih simfiza tijekom života razvija se pukotina, što omogućuje male pomake spojnih tijela, pa se simfize mogu smatrati prijelaznim oblikom između nepokretnih i pokretnih zglobova. U novorođenčadi su desna i lijeva polovica donje čeljusti povezane simfizom, symphysis mandibulae, koja nestane kad dva dijela mandibule okoštaju i spoje se. Njezino je mjesto vidljivo na kosti u odraslih osoba.

## Junctura synovialis (articulatio, diarthrosis), pokretni spoj (pravi zglob)
Pokretni koštani spojevi ili zglobovi najčešći su i funkcijski najvažniji spojevi između kostiju. U njima su mogući pokreti između kostiju, a ubrajaju gotovo sve spojeve na udovima. Zovu se i sinovijalni zglobovi jer zglobna tijela u vreću spaja sinovijalna ovojnica koja izlučuje sinovijalnu tekućinu. Zglobna tekućina omogućuje klizanje hrskavičnih krajeva kostiju u zglobnoj šupljini.

## Građa zgloba
Zglob ima tri građevne osobitosti: 1) zglobnu šupljinu, 2) hrskavične zglobne plohe i 3) zglobnu ovojnicu. Zglob pojačavaju sveze, ligamenti, koji su ili zasebni ili utkani u zglobnu ovojnicu.

### Građevni elementi zgloba
- Cartilago articularis, zglobna hrskavica

Zglobna hrskavica nalazi se na krajevima kostiju koje se uzglobljuju, i tvori zglobno tijelo, facies articularis. Zglobna hrskavica nema krvnih žila ili živaca i hrani je samo zglobna tekućina koja okružuje zglobnu površinu hrskavice. Hranjive tvari u zglobnu tekućinu dolaze iz kapilara u sinovijskoj ovojnici.
- Capsula articularis, zglobna ovojnica

Zglobna ovojnica obavija cijeli zglob i rubovima se najčešće veže za krajeve zglobnih tijela. Omeđuje i štiti zglobnu šupljinu i zglobna tijela, a izgrađuju je dva sloja: vezivni, membrana fibrosa (stratum fibrosum) i membrana synovialis (stratum synoviale). U klinici se pod pojmom zglobne ovojnice ili čahure misli na njezin čvrsti vezivni sloj.
- - Membrana fibrosa (fibrozna opna) građena je od gustoga vezivnoga tkiva i daje čvrstoću i elastičnost zglobnoj ovojnici. Veže se za pokosnicu zglobnih tijela. Vezivna ovojnica pojedinih zglobova različito je napeta, što određuje pokretljivost zgloba. Raspored kolagenih vlakana u vezivnoj ovojnici ovisi o djelovanju mehaničkih sila tlaka i vlaka. Kolagena vlakna u vezivnoj ovojnici obično su raspoređena u dva sloja. U površinskom sloju vlakna su usmjerena uzdužno, u smjeru djelovanja vlačnih sila. U dubokom sloju vlakna su obično usmjerena poprečno ili koso i opiru se tlaku pri pokretima između zglobnih tijela.

- - Membrana synovialis (sinovijalna opna) građena je od rijetkog, bogato prokrvljenoga vezivnog tkiva. Sinovijalna ovojnica obavija unutarnju površinu vezivne ovojnice, sveze unutar zgloba i dijelove kosti koji nisu pokriveni zglobnom hrskavicom. Sinovijalna je ovojnica široka i oblikuje nabore, plicae synoviales, i resice, villi synoviales. Oni ispunjavaju zglobnu šupljinu u mirovanju i pri različitim pokretima, a sadrže krvne žile, živce i masne stanice. Na unutarnjoj površini nalazi se poseban epitel koji izlučuje bistru zglobnu tekućinu, synovia, koja vlaži zglobne plohe i olakšava klizanje između njih.

Zglobna se ovojnica na konkavnom zglobnom tijelu veže i vezivnim i sinovijskim listom obično uz rub zglobne plohe, a na konveksnom se veže različito: vezivna se ovojnica obično veže dalje od zglobne plohe, a sinovijalna ovojnica oblaže unutarnju površinu vezivne ovojnice, a uz rub njezina hvatišta za kost prelazi na dio zglobnog tijela smješten unutar zgloba i veže se na rub zglobne plohe. Sinovijalna ovojnica izgrađuje i sluzne vreće, bursa synovialis, koje se nalaze između zgloba i tetiva mišića ili ligamenta. Te su vreće često povezane sa zglobnom šupljinom. Sinovijalna ovojnica u ramenom zglobu oblaže sluznom ovojnicom, vagina synovialis, tetivu duge glave dvoglavog mišića nadlaktice
- Cavum articulare, zglobna šupljina

Zglobna šupljina je kapilarni prostor između zglobnih ploha, obavijen zglobnom ovojnicom. Zglobna šupljina ne komunicira s vanjskim prostorom, pa je tlak u njoj manji od atmosferskog, što pridonosi međusobnoj priljubljenosti zglobnih ploha.

### Dijelovi zgloba koji povećavaju sukladnost zglobnih tijela
Zglobna su tijela obično priljubljena ili utisnuta jedno u drugo, pa među zglobnim plohama nema praznoga prostora. Takvi su zglobovi pravilni ili kongruentni. U svakom zglobu obično postoje dvije glatke zglobne plohe. Najčešće je jedna udubljena ili konkavna i zove se zglobna udubina, fossa articularis, a druga izbočena ili konveksna i zove se zglobna glava, caput articulare.
Nepravilni ili diskongruentni zglobovi imaju zglobna tijela koja ne priliježu potpuno jedno uz drugo. U takvim zglobovima nalazimo zglobne kolute ili zglobne meniske koji upotpunjuju sukladnost zglobnih tijela. Zglobna šupljina u njima može stvarati zatone, recessus articularis.
U zglobovima u kojima su zglobne plohe diskongruentne nalaze se zglobni koluti, zglobni menisci i rubne hrskavice, koji ostvaruju sukladnost između zglobnih ploha.
- Discus articularis, zglobni kolut (disk)

Discus articularis je vezivnohrskavična okrugla ploča smještena između zglobnih ploha. Zglobni je kolut širokim rubom obično čvrsto srastao s vezivnom opnom zglobne ovojnice i dijeli zglobnu šupljinu na dva dijela.
- Meniscus articularis, zglobni menisk

Zglobni menisk je srpasta vezivnohrskavična ploča, trokutasta oblika na poprečnom presjeku. Vanjska je strana trokuta pričvršćena za vezivnu opnu zglobne ovojnice, a vrh je usmjeren prema sredini zglobne šupljine. Gornja i donja ploha meniska su glatke i omogućuju gibanje u zglobu. Zglobni menisci samo djelomično razdvajaju zglobne plohe, a dijelom se one ipak dotiču.
- Labrum articulare, rubna hrskavica

Rubna hrskavica se nalazi na rubovima konkavnih zglobnih tijela. Građena je od gustoga vezivnog tkiva s mnogo hrskavičnih stanica. Na presjeku je trokutasta. Uz njezin vanjski rub veže se vezivna opna zglobne ovojnice. Baza je vezana uz rub zglobne plohe, a unutarnja je strana glatka i slobodna te povećava konkavnu zglobnu plohu. Rubna hrskavica ublažava udare pri naglim pokretima i štiti rub zglobne plohe od prijeloma. Nalazimo je u ramenom zglobu (labrum glenoidale) i zglobu kuka (labrum acetabulare).

### Pomoćni dijelovi zgloba
Zglobove, tj. zglobnu čahuru, učvršćuju pomoćni dijelovi zgloba: zglobne sveze, zglobni masni jastučići i zglobni mišići.
- Ligamentum, ligament ili zglobna sveza

Ligament je snop vezivnih vlakana razapet između zglobnih tijela. Sveze izravno pojačavaju zglobnu ovojnicu ili osiguravaju spoj između kostiju. Mogu se nalaziti unutar zglobne ovojnice, ligg. intracapsularia, utkani u zglobnu ovojnicu, ligg. capsularia, ili odvojeni od zglobne ovojnice, ligg. extracapsularia.
- Masni jastučići

U nekim se zglobovima između vezivne i sinovijalne ovojnice nalaze jastučići masnog tkiva. Zglobni masni jastučići utiskuju se pri različitim pokretima u udubine između kostiju, priječe uklještenje široke sinovijalne ovojnice između koštanih zglobnih tijela, koje bi nastalo zbog negativnoga tlaka u zglobu.
- Musculi articulares,zglobni mišići

U koljenom i lakatnom zglobu postoje i mali zglobni mišići, musculi articulares. Zglobni su mišići obično niti susjednih mišića koje završavaju u zglobnoj ovojnici. Oni izvlače zglobnu ovojnicu iz udubina koje nastaju pri pokretu i priječe uklještenje ovojnice između zglobnih tijela.
Često zglobove pojačavaju i tetive okolnih mišića, koje ponekad prolaze kroz zglobnu šupljinu, gdje su tetive obavijene sinovijalnom ovojnicom.

## Vrste zglobova prema broju kostiju koje dolaze u kontakt
Zglobovi se mogu podijeliti prema broju kostiju koje sudjeluju u građi zgloba. Zglob u kojem su uzglobljene samo dvije kosti unutar zglobne čahure naziva se jednostavnim zglobom, articulatio simplex. Takav je npr. rameni zglob koji tvore lopatica i nadlaktična kost. Zglob koji u čijoj se zglobnoj čahuri spajaju tri ili više kosti složeni je zglob, articulatio composita. Primjeri složenih zglobova su lakatni zglob, koji oblikuju nadlaktična, lakatna i palčana kost, te ručni zglob, koji tvore kosti podlaktice i velik broj kostiju pešća.
Kombinirani zglob je onaj gdje su dvije kosti međusobno spojene ne samo s jednim, nego s dva ili više zglobova. Ti su zglobovi potpuno morfološki odvojeni, svaki ima svoju čahuru i šupljinu. Kretnje između kostiju koje su međusobno spojene kombiniranim zglobovima obavljaju se istodobno u oba zgloba oko jedne zajedničke osi. Takvi su zglobovi između proksimalnih i distalnih krajeva kostiju podlaktice ili lijevi i desni zglob donje čeljusti s lubanjom.

## Vrste zglobova prema obliku zglobnog tijela
Zglobovi se mogu podijeliti i prema obliku zglobnih ploha i pokretu koji su u njima mogući. Jedno je zglobno tijelo ili ploha konveksno, izbočeno, a drugo je konkavno, udubljeno. Oblici tih dvaju zglobnih tijela u pravilu odgovaraju jedan drugome. Oblik konveksnog zglobnog tijela uspoređuje se s oblikom geometrijskog tijela (kugla, elipsoid, valjak). Prilikom kretnji zglobne se plohe dodiruju, makar jednim svojim dijelom. 
Gibanje u zglobovima obavlja se oko jedne, dviju ili više osi, pa zglobove u funkcionalnoj anatomiji dijelimo prema broju osi oko kojih se obavljaju gibanja u zglobu. Os zgloba je zamišljen pravac koji prolazi kroz centar zakrivljenosti zglobnog tijela i oko kojega se obavlja kretnja u određenom smjeru. Moguće su kretnje i oko dviju osi istodobno, u nekom međusmjeru, a tijekom kretnji se može mijenjati osovina oko koje se ona obavlja (cirkumdukcija) Najčešće se razlikuje od osi dugih kostiju, tj. pravca koji povezuje središta obaju krajeva kosti.
Prema obliku zglobnih tijela i broju osi gibanja razlikujemo tako četiri vrste zgloba.

### Zglobovi bez osi gibanja
- Articulationes planae, ravni zglobovi

Ravni zglobovi imaju ravne zglobne površine između kojih su moguće male kretnje klizanja. Ekskurzije su ograničene zglobnom čahurom i ligamentima. Primjer ravnoga zgloba su akromioklavikularni zglob, zglobni nastavci vratnih kralježaka odnosno svih pokretnih kralježaka.
- Amphiartrosis

To je pravi zglob s neravnim zglobnih plohama. Kratka i čvrsta zglobna čahura, jaki zglobni ligamenti neravne zglobne plohe, dopuštaju samo neznatne pomake. Taj tip zgloba se nalazi između križne i zdjelične kosti.

### Zglobovi s jednom osi
- Articulationes cylindricae, valjkasti zglobovi

Valjkasti zglobovi imaju konveksno zglobno tijelo u obliku valjka.
- Ako je os konveksnoga zglobnog tijela postavljena pod kutom na uzdužnu os kosti, onda se takav zglob zove ginglymus, kutni zglob (valjkasti zglob u užem smislu). Kretnja se vrši u jednoj ravnini uz smanjenje ili povećanje kuta između kostiju koje se uzglobljavaju (fleksija i ekstenzija). Konveksno i konkavno zglobno tijelo imaju oblik punog valjka odnosno dijela šupljeg valjka. Valjak ima transverzalnu os i položen je poprečno odnosno okomito na uzdužnu os kosti. Za ovaj su zglob znakoviti i važni kolateralni ligamenti. Njihova je inzercija u osi gibanja, tako da uvijek tijekom kretnje od maksimalne ekstenzije do krajnje fleksije osiguravaju kontakt između zglobnih ploha. U svakom položaju zgloba su nategnuti. To osigurava uvijek jednaka udaljenost između inzercija ligamenata na jednom i drugom zglobnom tijelu, jer su tijela pravilnih geometrijskih oblika Zglobna je ovojnica tanka i obilna na mjestima gdje se obavljaju kretnja, ali su kosti na stranama zgloba učvršćene snažnim postraničnim svezama. Bolju sukladnost zglobnih tijela i osiguranje gibanja u ginglimusu obično daje tzv. kružna brazda vodilja na konveksnome zglobnom tijelu, koja je sukladna odgovarajućoj izbočini na konkavnome zglobnom tijelu. Zglobovi tog tipa su vrlo brojni kao npr. humeroulnarni dio laktanog zgloba, zglobovi između falanga prstiju itd.

Ako se takvo kutno gibanje, tj. primicanje suprotnih krajeva kosti jednog prema drugome, zbiva u frontalnoj ravnini, kretnja se zove pregibanje, flexio (fleksija). Suprotna kretnja, pri kojoj se krajevi kosti međusobno udaljuju, a kut među kostima povećava, jest ispružanje, extensio (ekstenzija). Ako cijeli ispruženi ud podižemo prema naprijed, govorimo o pregibanju prema naprijed, anteflexio (antefleksija). Obrnuta kretnja je pregibanje prema natrag, retroflexio (retrofleksija). Ako se kretnja u zbiva u sagitalnoj ravnini, onda primicanje prema središnoj ravnini, tj. tijelu, nazivamo adductio (adukcija), a odmicanje od središnje ravnine abductio (abdukcija). Primjeri kutnoga zgloba jesu zglobovi između članaka na prstima i humeroulnarni zglob.
- Kad je os konveksnoga valjkastoga zglobnog tijela postavljena niz uzdužnu os kosti, onda se takav valjkasti zglob naziva obrtnim zglobom, articulatio trochoidea. Zglobna tijela imaju također oblik punog ili šupljeg valjka koji su međusobno sukladni. Za razliku od kutnog zgloba, os valjka je vertikalna i stoji u smjeru uzdužne osi kosti. Vrši se kretnja obrtanja. Obrtanje, rotatio (rotacija), jest gibanje kosti oko svoje uzdužne osi, koja je u tom času i zglobna os.   Primjer su zglobni spojevi lakatne i palčane kosti na njihovu proksimalnom i distalnom kraju.

Obrtanje udova može biti usmjereno prema van i prema unutra, pa govorimo o vanjskoj rotaciji, rotatio externa, ili o unutarnjoj rotaciji, rotatio interna. Na podlaktici postoje i dva posebna pokreta. Njihovi nazivi tumače međusobni položaj podlaktičnih kostiju. Ako dlan obrćemo dolje, a palac je usmjeren medijalno, palčana se kost okreće oko lakatne i križa je. Tu kretnju zovemo pronacija, pronatio. Ako dlan okrećemo gore, a palac je usmjeren lateralno, obje se podlaktične kosti postavljaju usporedno. Tu kretnju zovemo supinacija, supinatio. U anatomskom položaju čovjeka, prema kojem se opisuju položaj i odnosi anatomskih tvorbi, ruka je u supinaciji. Primjer trohoidnoga zgloba jest gornji radioulnarni zglob.

### Zglobovi s dvjema osima
Zglobovi s dvjema osima omogućuju gibanja u dvjema ravninama. Dvije su temeljne vrste zglobova s dvjema osima: jajoliki i sedlasti zglob.
- Articulatio ellipsoidea, jajoliki zglob

Articulatio ellipsoidea ima konveksno zglobno tijelo jajolikog oblika, a konkavno je zglobno tijelo udubljeni otisak konveksnoga zglobnog tijela. Osnovne osi oko kojih se obavlja gibanje postavljene su pod pravim kutom jedna na drugu. Duža os prolazi dužim promjerom, a kraća kraćim promjerom jajolikog konveksnoga zglobnog tijela. Kretnje se vrše u ravninama koje su okomite na te dvije osi te kretnje oko dviju osi istodobno u različitim međusmjerovima. Oko tih osi mogući su svi pokreti osim rotacije (obrtanja) jer ne može duži promjer jednog zglobnog tijela doći na mjesto kraćega promjera drugog. Oko obiju osi može se obavljati i kruženje (cirkumdukcija). Primjeri jajolikoga zgloba jesu art. radiocarpea između palčane i zapešćajnih kostiju i gornji zglob glave, art. atlantooccipitalis.
Kruženje, circumductio (cirkumdukcija), složena je kretnja pri kojoj se pomični kraj kosti giba oko središta zgloba tako da opisuje stožac. Vrh je stošca u središtu zgloba, a osnovica na distalnom kraju pomičnog dijela kosti.
- Articulatio sellaris, sedlasti zglob

Articulatio sellaris ima oba zglobna tijela u obliku sedla jednakog oblika, tj. u jednom smjeru udubljena, a u pravcu okomitom na taj izbočena. Oba su zavoja postavljena pod pravim kutom pa izbočina jednoga zglobnog tijela ulazi u udubinu drugog. Osi prolaze kroz oba zavoja i postavljene su okomito jedna na drugu, pa su mogući pokreti u objema ravninama i cirkumdukcija. Nemoguća je rotacija zbog toga što bi zglobne plohe odvojile jedna od druge. Jedini sedlasti zglob u ljudskom tijelu jest karpometakarpalni zglob palca ruke između prve pešćajne kosti i os trapezium. 
Posebna kretnja koja se može raditi u sedlastom zglobu jest opozicija palca, oppositio – primicanje palca ostalim prstima ruke, i repozicija palca, repositio – odmicanje palca od ostalih prstiju ruke.

### Zglobovi s tri osi
- Articulato sphaeroidea, kuglasti zglob

Kuglasti zglob ili enarthrosis ima konveksno zglobno tijelo u obliku kugle ili dijela kugle. Konkavno zglobno tijelo ima oblik dijela šuplje kugle. Centar zakrivljenosti se nalazi u jednoj točki kroz koju prolai bezbroj pravaca koji bi mogli predstavljati osi gibanja. Svaki zamišljeni pravac što prolazi središtem konveksnoga zglobnog tijela može biti os zgloba, pa su u zglobu mogući svi pokreti. Iz praktičnih se razloga uzimaju tri glavne osi: sagitalna, transverzalna i frontalna te se govori o zglobu s tri osi. Gibljivost je u zglobu opsežnija što je konveksno zglobno tijelo veće, a konkavno manje. Kretnje mogu biti brojne u svim ravninama te kretnje u međusmjerovima uključujući rotaciju i cirkumdukciju. Primjer kuglastog zgloba jest rameni zglob.
Posebna je vrsta kuglastoga zgloba zdjeličasti zglob, articulatio cotylica (enarthrosis cotylica), u kojemu je konkavno zglobno tijelo vrlo opsežno i obuhvaća više od polovice kugle konveksnoga zglobnog tijela. Stoga je opseg gibanja u zdjeličastom zglobu moguć u svim smjerovima, ali je ograničen. Primjer zdjeličastoga zgloba jest zglob kuka.

## Živci i krvne žile zgloba
Zglobovi su bogato opskrbljeni živcima koji daju brojne ogranke u zglobnu čahuru, zglobne ligamente, tetive i mišiće u obliku živčanih završetaka i osjetnih tjelešaca. Zato je zglobna čahura vrlo dobro inervirana. Zglobni ogranci dolaze od živaca koji inerviraju okolnu kožu i mišiće koji pokreću zglob (tzv. Hiltonov zakon). Završeci živaca nalaze se u zglobnoj ovojnici odnosno u fibroznoj i sinovijalnoj ovojnici. Ti su živčani završeci ili slobodni ili tvore posebna osjetna tjelešca - Ruffinijevo tjelešce i Pacinijevo tjelešce. Ti završeci su u biti propioreceptori, a osnovni osjet koji dolazi iz zgloba jest osjet propriocepcije tj. duboki osjet koji daje informaciju o pokretu, položaju dijela tijela, njihovom odnosu jedan prema drugome te smjeru i opsegu kretnji. Proprioreceptori vode taj podražaj ka mozgu koji te informacije interpretira te ima stalnu sliku o pložaju dijelova tijela bez obzira na osjet vida. Taj je osjet važan za mišićne reflekse koji se odnose na taj zglob. Vlakna za osjet boli posebice su brojna u fibroznoj ovojnici i ligamentima. Osjetna tjelešca za bol podražuje rastezanje i svijanje fibrozne opne, primjerice pri istezanju zgloba u pokretu ili zbog tekućine u zglobu (primjerice, “voda u koljenu” koja je zapravo upalna tekućina nastala zbog upale sinovijalne opne).
Svaki je zglob dobro opskrbljen krvnim i limfnim žilama. Arterije, vene i limfne žile čine gustu mrežu oko zgloba i šalju brojne ogranke u zglobnu čahuru i okrajke kostiju. Jedino zglobna hrskavica ne sadrži ni krvne ni limfne žile. Kako jearterijska opskrba zgloba bogata čiji ogranci dolaze iz arterija u okolici zgloba, primjerice od epifizijalnih arterija najčešće međusobno komuniciraju, tj. anastomiziraju jedna s drugom tvoreći mrežu oko zgloba. Vene prate arterije, a najviše ih ima u sinovijalnoj membrani.